# Archiloa rivularis
Archiloa rivularis är en plattmaskart som beskrevs av de Beauchamp 1910. Archiloa rivularis ingår i släktet Archiloa och familjen Monocelididae. Inga underarter finns listade i Catalogue of Life.